# Primarias del Partido Republicano de 2008 en Connecticut
Las primarias republicanas de Connecticut, 2008 se celebraron el 5 de febrero de 2008. En este proceso el estado de Connecticut eligió 27 de los 30 delegados que representaron al estado en la Convención Nacional Republicana de 2008 para la elección del 44 Presidente de los Estados Unidos. Fueron unas primarias cerradas, o sea que solo los registrados en el partido republicano pudieron votar.

## Resultados
| Candidato      | Votos   | Porcentaje | Delegados |
| -------------- | ------- | ---------- | --------- |
| John McCain    | 78,836  | 52.00%     | 27        |
| Mitt Romney    | 49,891  | 32.91%     | 0         |
| Mike Huckabee  | 10,607  | 7.00%      | 0         |
| Ron Paul       | 6,287   | 4.15%      | 0         |
| Rudy Giuliani* | 2,470   | 1.63%      | 0         |
| Sin compromiso | 2,462   | 1.62%      | 0         |
| Fred Thompson* | 538     | 0.35%      | 0         |
| Alan Keyes     | 376     | 0.25%      | 0         |
| Duncan Hunter* | 137     | 0.09%      | 0         |
| Total          | 151,604 | 100%       | 27        |

*El candidato se retiró antes de las primarias.